# Apatura decorata
Apatura decorata är en fjärilsart som beskrevs av Bang-haas 1939. Apatura decorata ingår i släktet Apatura och familjen praktfjärilar. Inga underarter finns listade i Catalogue of Life.